# فرودگاه انییت
فرودگاه انییت (به انگلیسی: Enejit Airport) یک فرودگاه همگانی با کد یاتا EJT است. این فرودگاه در کشور جزایر مارشال قرار دارد.

## شرکت‌های هواپیمایی و مقصدهای پروازی
| شرکت‌های هواپیمایی        | مقصدهای پروازی  |
| ------------------------ | --------------- |
| ال‌ای‌ام موزامبیک ایرلاینز | اس جزیره مارشال |